# 146-я танковая бригада (1-го формирования)
 146-я отдельная танковая бригада (1-го формирования) — танковая бригада Красной армии в годы Великой Отечественной войны.
Сокращённое наименование — 146 отбр.

## Формирование и организация
Сформирована 13 сентября 1941 г. на базе 105-й тд.
10 октября 1941 г. переформирована - в 24-ю танковую бригаду.

## Боевой и численный состав
Бригада формировалась по штату: №№ 010/75-010/83 от 23.08.1941 г.:
- Управление бригады [штат № 010/75]
- Рота управления [штат № 010/76]
- Разведывательная рота [штат № 010/77]
- 146-й танковый полк [штат № 010/78]
- 1-й танковый батальон
- 2-й танковый батальон
- 3-й танковый батальон
- 146-й моторизованный стрелковый батальон [штат № 010/79]
- 146-й зенитный дивизион [штат № 010/80], с 03.11.1941
- 146-я автотранспортная рота [штат № 010/81]
- 146-я ремонтно-восстановительная рота [штат № 010/82]
- Медико-санитарный взвод [штат № 010/83]

## Подчинение
Периоды вхождения в состав Действующей армии:
- с 13.09.1941 по 10.10.1941 года.

| Дата            | Фронт (округ)   | Армия      | Корпус | Дивизия | Бригада | Примечания |
| --------------- | --------------- | ---------- | ------ | ------- | ------- | ---------- |
| 01.10.1941 года | Резервный фронт | 24-я армия |        |         |         |            |

## Командиры

### Командиры бригады
- Севастьянов Степан Афанасьевич, майор, на сентябрь 1941 года.

### Начальники штаба бригады
- Сапожков Георгий Яковлевич, майор, на сентябрь 1941 года.

### Заместитель командира бригады по строевой части
- Кравченко Афанасий Устинович, подполковник (10.02.1942 погиб в бою), 00.10.1941 - 10.03.1942 года.

### Начальник политотдела, заместитель командира по политической части
Бирюков Иван Тимофеевич, полковой комиссар. 13.09.1941 - 10.10.1941 года.

## Боевой путь

### 1941
Бригада в составе 24-й армии Резервного фронта в октябре 1941 года вела бои под Вязьмой, попала в окружение в "Вяземском котле"